# 30797 Chimborazo
30797 Chimborazo è un asteroide della fascia principale. Scoperto nel 1989, presenta un'orbita caratterizzata da un semiasse maggiore pari a 2,6924808 UA e da un'eccentricità di 0,1415668, inclinata di 12,53293° rispetto all'eclittica.